# Сінний (Житомир)
Сінний («На Сінному») — народний топонім, розмовна назва місцевості Житомира в районі ринку «Сінний».

## Розташування
Історична місцевість розташована в Богунському адміністративному районі, у північній частині міста, в районі перехрестя вулиць Покровської та Домбровського, де знаходиться ринок «Сінний». Поширюється не лише на територію ринку, а й на дотичні до цього перехрестя квартали. Орієнтовними межами виступають: на півночі — проспект Незалежності, на півдні — вулиця Лесі Українки, на сході — вулиця Князів Острозьких, на заході — вулиця Юрка Тютюнника та провулок Козубського. Назва пояснюється розташуванням в місцевості Сінного ринку, що дав назву також Сінній площі (тепер безіменна). Південна частина місцевості має інші історичні назви — Гончарна Слобода, Новоє Строєніє (Нова Забудова).

### Вулиці та провулки місцевості[2]
- провулок Аршенєвських
- провулок Волонтерів
- вулиця Домбровського (частково)
- Кавалерійський провулок
- 1-й Капітульний провулок
- 2-й Капітульний провулок
- вулиця Князів Острозьких (частково — кінець)
- провулок Козубського
- 2-й Крошенський провулок
- 3-й Крошенський провулок
- 4-й Крошенський провулок
- вулиця Лесі Українки (частково)
- вулиця Миколи Сціборського
- вулиця Небесної Сотні (частково — кінець)
- Оранжерейний провулок
- Покровська вулиця (частково)
- провулок Сікорського
- 1-й Сінний провулок
- 2-й Сінний провулок
- Хлібна вулиця (частково — кінець).

## Історичні відомості
Станом на початок ХІХ століття землі переважно незабудовані. Забудова зосереджувалася лише вздовж Старогончарного шляху (нині збережена частина шляху являє собою вулиці Лесі Українки та Старогончарну). На розі з Овруцькою дорогою (нинішньою вулицею Покровською) знаходився шлагбаум на в'їзді до міста («Рогатки»), поруч з яким імовірно утворився торгівельний майданчик, існування якого дало поштовх до проєктування новим генеральним планом 1847 року Сінного ярмаркового майдану на Овруцькій дорозі.
Генеральними планами міста 1827, 1845 (коригування), 1852, 1859 рр. передбачалося формування низки кварталів правильної геометричної форми, утворених вулицями, що здебільшого відбулися (нинішні вулиці Юрка Тютюнника, Небесної Сотні, Хлібна, Князів Острозьких, Домбровського, Лесі Українки, Миколи Сціборського). Між нинішніми вулицями Домбровського, Покровською та Миколи Сціборського на кресленні генерального плану 1852 року показано запроєктований майдан, що мав на меті відігравати роль місцевого периферійного центру, який згодом сформувався та отримав назву Сінний.
Станом на 1852 рік наявна садибна житлова забудова вздовж нинішніх вулиць Лесі Українки, Хлібної, Домбровського (між вулицями Покровською та Хлібною), а також вздовж Будівельного провулка.
Наприкінці ХІХ століття — на початку ХХ століття у місцевості формувалася нова вулична система згідно з генеральним планом, нові житлові квартали забудовувалися переважно незаможними міщанами. Нова вулична мережа (вулиці Московська, Хлібна, Сінна) гармонійно вписалася в стару систему вулиць та провулків Гончарної Слободи. Для позначення місцевості наприкінці ХІХ — початку ХХ століть офіційно вживався топонім «Новое Строение», згодом забутий на нині не вживається навіть старожилами. Місцевість показана за назвою «Нова Будова» на мапі міста 1996 року.
На північ від запроєктованої генеральними планами 1827—1859 рр. межі, що проходила вздовж Північної вулиці (нині вулиця Миколи Сціборського) на рубежі ХІХ — ХХ століть сформувалася низка провулків, що отримали назви від прізвищ власників тутешніх земельних ділянок, а саме: провулок Козубського (відомі були також сад Козубського та став Козубських там же), провулок Уланський (Улановської) — нині Оранжерейний, 1-й та 2-й Капітульний провулки, що сформувалися на землях капітулу Житомирської дієцезії Римсько-католицької церкви. Вздовж осі 2-го Капітульного провулку проходила межа між містом та селом Чеська Крошня.
У другій половині ХХ століття Сінний майдан поступово забудовувався переважно ринковими спорудами, у східній частині його збудовано стадіон «Електровимірювач». На майдані знаходилася приміська автостанція № 3.

### Відомі особистості, які проживали в місцевості
У будинку № 61 по вулиці Небесної Сотні провів дитячі та юнацькі роки єврейський поет Хаїм-Нахман Бялик.